# قسم اجارود الشرقي الريفي (مقاطعة غرمي)
قسم اجارود الشرقي الريفي (بالفارسية: دهستان اجارود شرقی) هي منطقة سكنية تقع في ناحية موران في إيران. يقدر عدد سكانها بـ 8,244 نسمة .